# Bo Gustafsson (Bååt)
Bo Gustafsson (Bååt), död 1629, var en svensk ämbetsman.

## Biografi
Bo Gustafsson var son till häradshövdingen Gustaf Björnsson (Bååt) på Åland och Görvel Joensdotter. Han blev 20 juni 1610 ståthållare på Kalmar slott, samt 11 januari 1612 på Stockholms slott och Svartsjö hus. Bo Gustafsson blev 1616 assessor i Svea hovrätt. Han avled 1629 och begravdes 29 mars samma år i Sorunda kyrka, där hans begravningsvapen sattes upp.

### Familj
Bo Gustafsson gifte sig 28 januari 1610 med Anna Ribbing (1587–1622). Hon var dotter till riksskattmästaren Seved Ribbing och Anna Gyllenstierna. De fick tillsammans barnen Anna Bååt (död 1646) som var gift med riksrådet Johan Mauritz Wrangel af Lindeberg, Kerstin Bååt, Maria Nått (död 1656) som var gift med generalen Carl Larsson Sparre, hovmästaren Gustaf Bååt (död 1636), Seved Bååt (1615–1669), guvernören Nils Bååt (1617–1659) i Riga och överhovmästarinnan Görwel Bååt (1620–1673) som var gift med landshövdingen Svante Sparre. Barnen tog efternamnet Bååt efter Bo Gustafssons vapenskölden.